# 化学の結婚

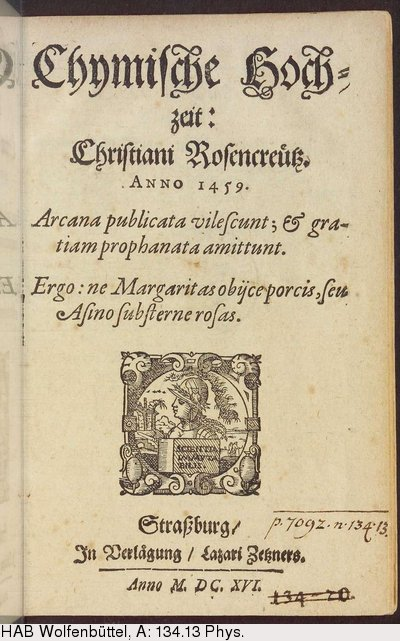
『化学の結婚』(1616)

『化学の結婚』（かがくのけっこん、原題：Chymische Hochzeit,Christiani Rosencreütz、英題：Chymical Wedding of Christian Rosenkreutz）は、1616年にストラスブールで刊行された著者ヨハン・ヴァレンティン・アンドレーエによる小説である。薔薇十字団の開祖クリスチャン・ローゼンクロイツを主役とした小説であり、薔薇十字団の基本文書の一つ。アンドレーエは、本作の著者はローゼンクロイツ本人であり、自分は単なる刊行者であるという体裁を装っている。
本作が刊行される以前の1614年にカッセルで刊行された著者不明の『全世界の普遍的かつ総体的改革』の付録冊子『薔薇十字の名声』（Fama Fraternitatis）によって、15世紀の伝説だった秘密結社「薔薇十字団」が存続していることが暗示されていた。そうした背景から、伝説的な人物の書いた幻の書として耳目を引いた。
『化学の結婚』の化学とは錬金術を意味し、薔薇（東洋の叡知）と十字（キリスト教）を結びつけた薔薇十字団の教義に沿って、天地創造の7日間を模した章構成となっている。金属の再生に託して人間の復活と救済を説く錬金術の思想を織り込んだ、難解で象徴的な秘儀伝授的小説であり、後の隠秘学運動に影響を与えた。

## あらすじ
ある日、ローゼンクロイツ（「私」）は、王の結婚式に招待される。道中で4つに分かれた道に遭遇するが、鳩と鴉の働きにより正しい道を選択し、城にたどり着く。招待客は、結婚式の客にふさわしいかどうかを試す試練を受ける。ほとんどの客は試練に合格できなかったが、「私」は簡単に合格した。
「私」が城内を探索していると、地下で偶然女神ウェヌスの裸を見てしまう。
祭壇での儀式により首を刎ねられた王達を蘇らせるため、「私」達はオリュンポスの塔で作業を行う。作業を終えて王と王妃を蘇らせると、「私」は黄金の石の騎士に選ばれる。
城に戻ると、ウェヌスの姿を見た者がいることを告げられる。「私」は自白し、門番に従事するという罰を受けることになる。にもかかわらず、私は故郷に帰ることができた（罰を逃れた理由については明かされていない）。